# Окупація балтійських країн
Радянська окупа́ція балті́йських краї́н — військова окупація у червні 1940 року трьох країн Балтії — Естонії, Латвії та Литви — Червоною армією відповідно до таємного протоколу до Пакту Молотова — Ріббентропа, підписаного Радянським Союзом з нацистською Німеччиною. Окуповані країни були приєднані до Радянського Союзу як складові республіки у серпні 1940 року. Більшість західних держав ніколи не визнавали їх включення до СРСР.

Планований та реальний розподіл Східної Європи за планом пакту Молотова — Ріббентропа

Самі країни Балтії, СШАта їхні суди, Європейський Парламент, Європейський суд з прав людини та Рада ООН з прав людини заявили, що ці три країни зазнали вторгнення, були окуповані та незаконно включені до складу Радянського Союзу відповідно до положень Пакту Молотова — Ріббентропа 1939 року. Потім була окупація нацистською Німеччиною від 1941 до 1944 року, а потім знову окупація Радянським Союзом від 1944 до 1991 року. Ця політика невизнання породила принцип правової безперервности країн Балтії, який стверджує, що де-юре, або як право, країни Балтії залишалися незалежними державами під незаконною окупацією протягом всього періоду з 1940 по 1991 рік.
У своїй переоцінці радянської історії, яка розпочалася 1989 року під час т. зв. Перебудови, З'їзд народних депутатів СРСР засудив таємний протокол 1939 року між Німеччиною та СРСР. Однак керівництво КПРС та СРСР ніколи офіційно не визнавало свою присутність у Прибалтиці як окупацію, або що ці держави були анексовані, і розглядало Естонську, Латвійську та Литовську РСР як складові СРСР. З іншого боку, РРФСР визнала 1991 року події 1940 року «анексією». Історично-ревізіоністська російська історіографія та шкільні підручники продовжують стверджувати, що країни Балтії добровільно приєдналися до Радянського Союзу після того, як усі їхні народи «провели соціалістичні революції», незалежні від радянського впливу. Пострадянський уряд Російської Федерації та його державні чиновники наполягають на тому, що включення країн Балтії відповідало міжнародному праву і отримало де-юре визнання угодами, укладеними на лютневій 1945 року у Ялті і липнево-серпневій у Потсдамі конференціях та Гельсінськими угодами 1975 року, що проголошували недоторканість наявних кордонів. Однак Росія погодилася з вимогою Європи «допомогти особам, депортованим з окупованих країн Балтії» після вступу до Ради Європи в 1996 р. Крім того, коли РРФСР підписала окремий договір з Литвою 1991 року, вона визнала анексію 1940 року як порушення литовського суверенітету та визнала фактичну спадкоємність литовської держави.
Більшість західних урядів стверджували, що балтійський суверенітет не був законно замінений, і, таким чином, продовжували визнавати балтійські держави суверенними політичними утвореннями, представленими делегаціями — призначеними прибалтійськими державами до 1940 року — які функціонували у Вашингтоні та деінде. Балтійські країни відновили фактичну незалежність 1991 року під час розпаду Радянського Союзу. Росія почала виводити свої війська з країн Балтії,— починаючи з Литви,— в серпні 1993 року. Повний вивід військ Російської Федерації закінчився у серпні 1994 року. Росія офіційно припинила свою військову присутність у країнах Балтії в серпні 1998 року, вивівши з експлуатації радар Скрунда-1 (станція в Латвії). Демонтовані установки були репатрійовані до Росії, а територія повернута під контроль Латвії. Останній російський солдат залишив землю Балтії у жовтні 1999 року.

## Передумови
Рано вранці 24 серпня 1939 р. Радянський Союз та Німеччина підписали десятирічний пакт про ненапад, який називався пактом Молотова — Ріббентропа. Пакт містив секретний протокол, за яким держави Північної та Східної Європи були розділені на німецьку та радянську «сфери впливу». На півночі до радянської сфери були віднесені Фінляндія, Естонія та Латвія. Польща мала бути розділена на випадок її «політичної перебудови» — райони на схід від річок Нарев, Вісла та Сян, відходили до Радянського Союзу, тоді як Німеччина окупувала захід.Литва, сусідня зі Східною Пруссією, перебувала б у німецькій сфері впливу, хоча другий секретний протокол, погоджений у вересні 1939 р., передав більшу частину литовської території Радянському Союзу. Згідно з цим секретним протоколом, Литва повертає собі свою історичну столицю Вільнюс, раніше підпорядковану Польщі в міжвоєнний період.
Після закінчення вторгнення СРСР до Польщі 6 жовтня Ради чинили тиск на Фінляндію та країни Балтії для укладення договорів про взаємодопомогу. Ради поставили під сумнів нейтралітет Естонії після втечі інтернованого польського підводного човна 18 вересня. За тиждень, 24 вересня, міністру закордонних справ Естонії було поставлено ультиматум у Москві. Ради вимагали укладення договору про взаємодопомогу щодо створення військових баз в Естонії. Таким чином, естонців змушені були прийняти військово-морські, повітряні та армійські бази на двох естонських островах і в порту Палдіскі. Відповідна угода була підписана 28 вересня 1939 р. Латвія підписала 5 жовтня 1939 р., а незабаром Литва — 10 жовтня 1939 р. Угоди дозволяли Радянському Союзу створювати військові бази на території країн Балтії на час європейської війни та з жовтня 1939 року розмістити в Естонії 25 000 радянських солдат, в Латвії — 30 000, а в Литві — 20 000.

## Радянська окупація та анексія (1940—1941)

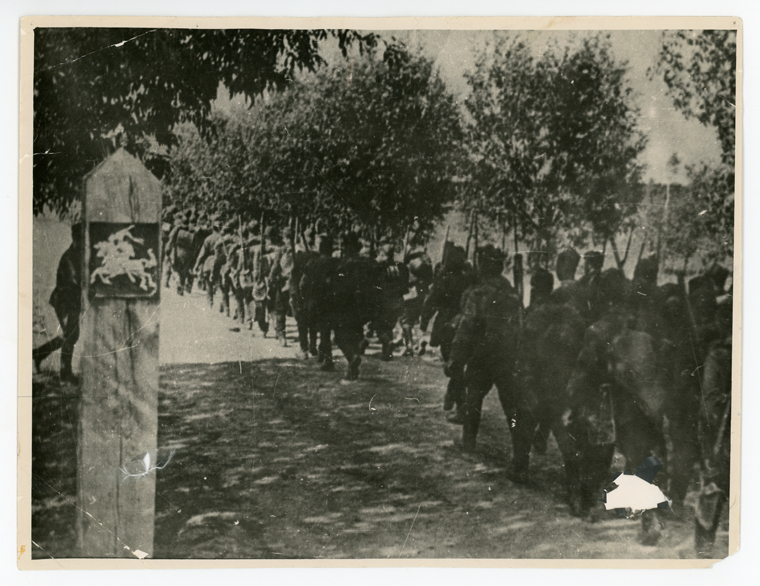
Солдати Червоної Армії вступають на територію Литви під час першої радянської окупації Литви в 1940 році.

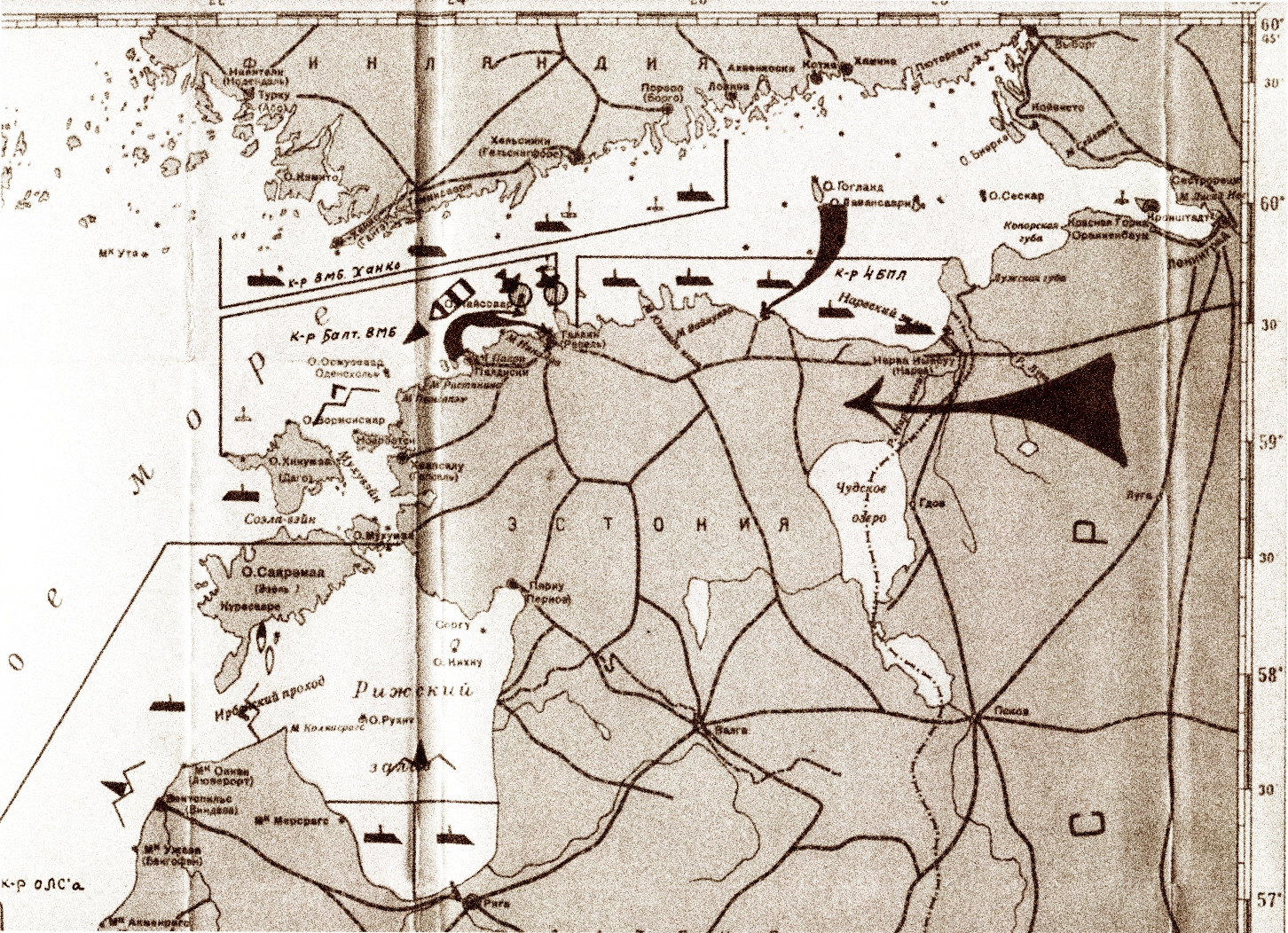
Схеми радянської військової блокади та вторгнення в Естонію в 1940 р. (Російський державний морський архів)

У травні 1940 р. Ради звернулися до ідеї прямого військового втручання, але все ж мали намір керувати за допомогою маріонеткових режимів. Їх зразком стала Фінляндська Демократична Республіка, маріонетковий режим, встановлений Радами в перший день Зимової війни. Ради організували прес-кампанію проти нібито про-союзних симпатій урядів країн Балтії. У травні 1940 року німці вторглися у Францію, яка була захоплена і окупована за місяць. Наприкінці травня — на початку червня 1940 р. країни Балтії були звинувачені у військовій співпраці проти Радянського Союзу шляхом проведення нарад минулої зими.:43 15 червня 1940 р. уряд Литви був змушений погодитись на радянський ультиматум і дозволити введення невизначеної кількості радянських військ. Президент Антанас Смятона запропонував вчинити збройний опір Радам, але уряд відмовив, запропонувавши власного кандидата на чолі режиму. Однак Ради відмовилися від цієї пропозиції і надіслали Володимира Деканозова, який керував справами, поки Червона Армія окупувала державу.
16 червня 1940 р. Латвія та Естонія також отримали ультиматуми. Незабаром після цього Червона Армія окупувала і ці два залишки Балтії. Ради направили Андрія Вишинського для нагляду за поглинанням Латвії, а Андрія Жданова — за поглинанням Естонії. 18 та 21 червня 1940 р. в кожній балтійській країні були сформовані нові уряди «народного фронту», до складу яких входили комуністи та попутники. Під радянським наглядом нові уряди влаштовували фальсифіковані вибори для нових «народних зборів». Виборцям був представлений єдиний список, де жодним опозиційним рухам не було дозволено подавати документи, та вимога отримати необхідну явку до 99,6 % голосів. За місяць відбулися засідання нових асамблей, єдиним предметом розгляду яких були резолюції щодо приєднання. Радянського Союзу. У кожному випадку резолюції приймаються шляхом аккламації. Верховна Рада Радянського Союзу належним чином прийняла запити в серпні, тим самим давши правову санкцію поглинанню. Литва була включена до складу Радянського Союзу 3 серпня, Латвія — 5 серпня, а Естонія — 6 серпня 1940 року. Зміщені президенти Естонії (Костянтин Пятс) та Латвії (Карліс Улманіс) були ув'язнені й депортовані до СРСР і померли пізніше у Тверській області та Середній Азії відповідно. У червні 1941 року нові радянські уряди провели масові депортації «ворогів народу». За підрахунками, лише Естонія втратила 60 000 громадян. Тому багато прибалтів спочатку вітали німців як визволителів, коли вони вторглися через тиждень.
Радянський Союз негайно почав зводити прикордонні укріплення вздовж свого нещодавно придбаного західного кордону — так званої лінії Молотова.

## Німецька окупація (1941—1944)
З початком 22 червня 1941 року Німецько-радянської війни Німеччина за кілька тижнів окупувала прибалтійські території. У липні 1941 року Третій Райх включив територію Балтії до Райхскомісаріату Остланд. У результаті наступу Червоної армії на Балтію 1944 р. Радянський Союз відвоював територію країн Балтії й оточив рештки німецьких військ у Курляндії до їх офіційної капітуляції у травні 1945 р. Радянська «анексійна окупація» (нім. Annexionsbesetzung) або окупація sui generis країн Балтії тривала до серпня 1991 р., коли три країни відновили свою незалежність.

### Провінція Остланд і Голокост

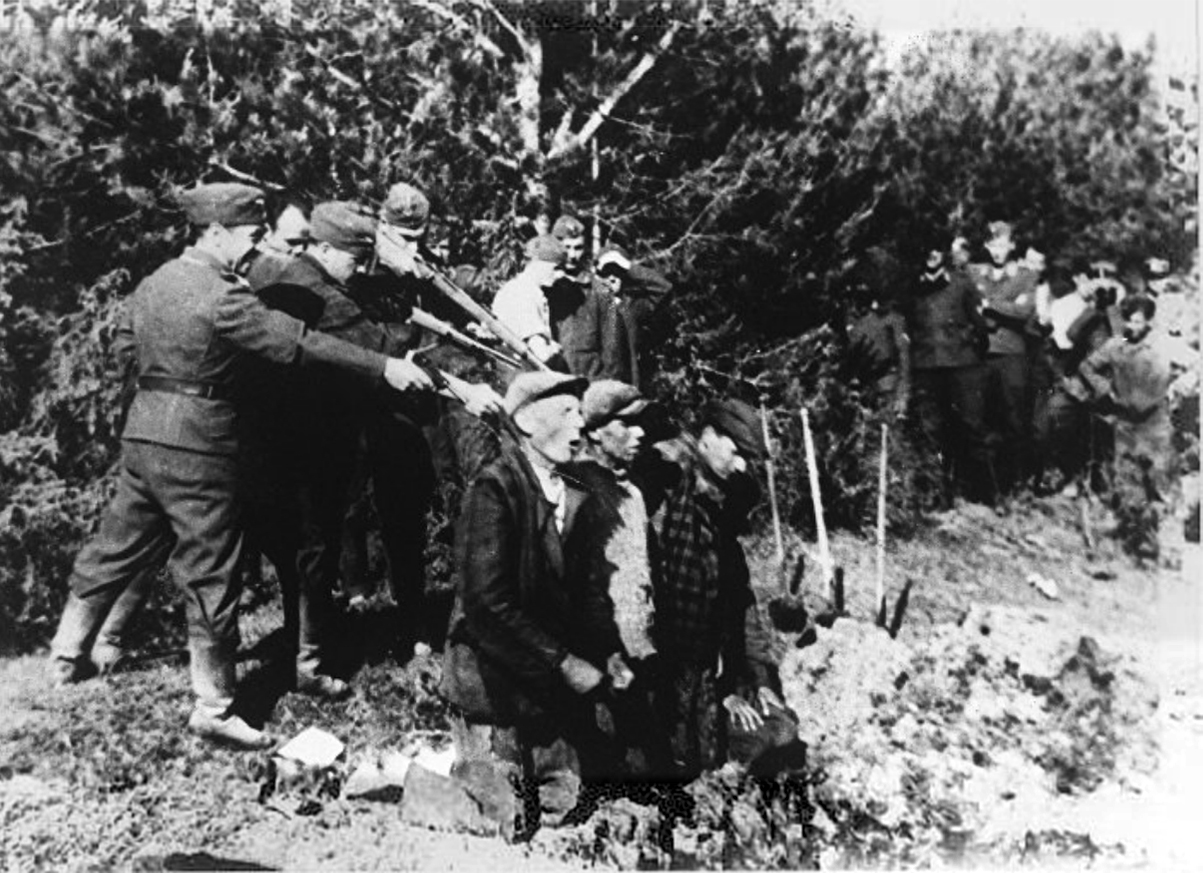
Айнзацкоманда проводить страту в Литві

22 червня 1941 року німці вторглися до Радянського Союзу. Балтійські держави, нещодавно радянізовані погрозами, силою та шахрайством, загалом вітали німецькі збройні сили, коли ті перетинали кордон. У Литві спалахнуло повстання і було створено незалежний тимчасовий уряд. Коли німецькі армії наближалися до Риги і Таллінна, робилися спроби відновити національні уряди. Була надія, що німці відновлять незалежність країн Балтії. Такі політичні надії незабаром випарувались, і балтійське співробітництво стало менш відвертим або зовсім припинилося. Німці мали на меті приєднати балтійські території до Третього райху, де мали бути асимільовані «відповідні елементи» та знищено «непридатні елементи». На практиці реалізація окупаційної політики була складнішою; для адміністративної зручности країни Балтії разом з Білоруссю були включені до складу Райхскомісаріату Остланд. Областю правив Гінріх Лозе, який був одержимий бюрократичними правилами. Балтійський район був єдиним східним регіоном, який мав стати повноцінною провінцією Третього Райху.
Нацистські расові установки до балтійського народу різнилися між нацистською владою. На практиці расова політика була спрямована не проти більшості балтів, а скоріше проти євреїв. Велика кількість євреїв проживала у великих містах, зокрема у Вільнюсі, Каунасі та Ризі. Німецькі мобільні підрозділи вбили сотні тисяч євреїв; «Айнзацгрупа А», приписана до району Балтії, була найефективнішою з чотирьох одиниць. Німецька політика зігнала євреїв у гетто. 1943 року Генріх Гіммлер наказав своїм силам ліквідувати гетто і перевести вцілілих до концтаборів. Деякі латиші та призовники Литви активно співпрацювали у вбивствах євреїв, і нацистам вдалося провокувати погроми на місцях, особливо в Литві. Близько 75 відсотків естонських та лише 10 відсотків латвійських та литовських євреїв пережили війну. Однак для більшості жителів Балтії німецьке правління було менш жорстким, ніж було радянське, і було менш жорстоким, ніж німецька окупація в інших регіонах Східної Європи. Місцеві маріонеткові режими виконували адміністративні завдання, було дозволено функціонувати школам. Однак більшості людей було відмовлено у праві володіти землею чи бізнесом.

### Громадяни Балтії в складі радянських військ

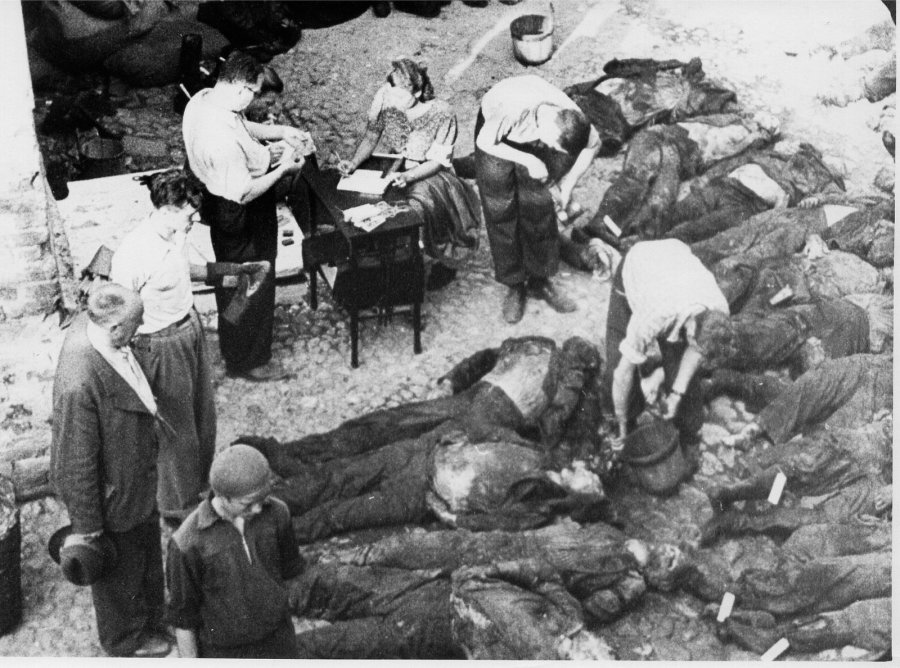
Жертви радянського НКВД у Тарту, Естонія (1941)

Радянська адміністрація на хвилі окупації в 1940 році примусово включила балтійські національні армії до Червоної армії. Більшість старших офіцерів були заарештовано і багато з них убито. Під час вторгнення Німеччини Ради провели примусову загальну мобілізацію, яка відбулася з порушенням міжнародного права. Відповідно до Женевських конвенцій, цей акт насильства розглядається як тяжке порушення та військовий злочин, оскільки до мобілізованих чоловіків з самого початку ставилися як до арештованих. Порівняно з загальною мобілізацією, проголошеною в Радянському Союзі, у Прибалтиці віковий діапазон був збільшений на 9 років; також були взяті всі офіцери запасу. Метою було вислати всіх чоловіків, здатних до бойових дій, до Росії, де їх відправили до таборів для засуджених. Майже половина з них загинула через умови транспортування, рабську працю, голод, хвороби та репресивні заходи НКВС. Крім того, під командуванням НКВС формувались батальйони знищення. Отже, громадяни Балтії воювали як у рядах німецької, так і радянської армії. Там діяла 201-а латвійська стрілецька дивізія. 308-та стрілецька дивізія Латвії була нагороджена орденом Червоного Прапора після вигнання німців з Риги восени 1944 року.
За оцінками істориків, 60 000 литовців були призвані до Червоної Армії. Протягом 1940 року на базі розформованої литовської армії радянська влада організувала 29-й територіальний стрілецький корпус. Зниження якості життя та умов служби, сильна індоктринація комуністичної ідеології спричинили невдоволення нещодавно радянізованих військових частин. Радянська влада відповіла репресіями проти литовських офіцерів 29-го корпусу, заарештувавши понад 100 офіцерів і солдатів, а згодом стративши близько 20 восени 1940 року. На той час нібито близько 3200 офіцерів і солдатів 29-го корпусу вважалися «політично ненадійними». Через високу напругу та невдоволення солдатів 26-й кавалерійський полк був розформований. Під час депортації червня 1941 року понад 320 офіцерів та солдатів 29-го корпусу було заарештовано та депортовано до концтаборів або страчено. 29-й корпус зазнав краху внаслідок вторгнення Німеччини в Радянський Союз: 25–26 червня в його 184-й стрілецькій дивізії розгорілося повстання. Інша дивізія 29-го корпусу, 179-та стрілецька дивізія, втратила більшість своїх солдатів під час відступу від німців переважно через дезертирство своїх солдатів. До серпня 1941 р. району Пскова досягло менше 1500 солдатів із початкової чисельності близько 12 тис. До другої половини 1942 р. більшість литовців, що залишилися в радянських лавах, а також чоловіки-біженці з Литви були організовані в 16-у стрілецьку Дивізію під час її другого формування. 16-та стрілецька дивізія, попри офіційну назву «литовська» і переважно під командуванням офіцерів литовського походження, включаючи Адольфаса Урбшаса, колишнього начальника штабу литовської армії, була етнічно дуже змішаною, до 1/4 її особового складу складали євреї та таким чином, є найбільшим єврейським формуванням радянської армії. Популярний жарт тих років говорив, що 16-ту дивізію називають литовською, оскільки в її рядах є 16 литовців.
7-тисячний 22-й Естонський територіальний стрілецький корпус був сильно побитий в боях біля Порхова під час вторгнення Німеччини влітку 1941 року, оскільки в результаті біля 2000 бійців було вбито або поранено, а біля 4500 здалися. 25 000—30 000 військовослужбовців 8-го естонського стрілецького корпусу втратили 3/4 складу в битві за Великі Луки взимку 1942/43. Вони брали участь у захопленні Таллінна у вересні 1944 р. Близько 20 000 литовців, 25 000 естонців та 5000 латишів загинули в лавах Червоної Армії та трудових батальйонів.

### Громадяни Балтії у складі німецьких військ

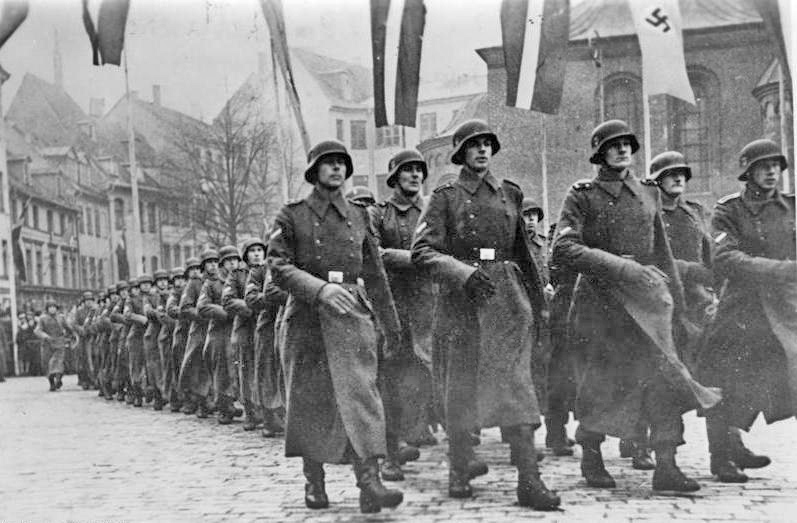
Латвійський легіон СС-Легіон пройшов парадом через Ригу перед введенням на Східний фронт. Грудень 1943 року

Нацистська адміністрація також призвала до складу німецьких армій громадян Балтії. Сили територіальної оборони Литви, до складу яких входили добровольці, були сформовані в 1944 році. Розмір ООТ сягнув близько 10 000 осіб. Його метою була боротьба проти наступу Червоної Армії, забезпечення безпеки та проведення антипартизанських операцій на території, на яку претендували литовці. Після коротких боїв проти радянських і польських партизанів (Армія Крайова) сили розформовані, її керівники були заарештовані та відправлені до нацистських концтаборів, а багато хто з її членів були страчені нацистами. Латвійський легіон, створений у 1943 році, складався з двох призовних відділів Ваффен-СС. 1 липня 1944 р. у Латвійському легіоні було 87 550 осіб. Ще 23 000 латишів служили «допоміжними» вермахту. Серед інших битв вони брали участь в облозі Ленінграда, у боях у Курляндській кишені, в захисті Поморської стіни, при річці Велика за пагорб «93,4» та в обороні Берліна. 20-я дивізія «Ваффен-Гренадір» СС (1-а Естонія) була сформована в січні 1944 року за призовом. Вони складалися з 38 000 осіб, і вони брали участь у битві при Нарві, битві при Танненберзькій лінії, битві при Тарту й операції «Астер»

### Спроби відновити незалежність та наступ радянських військ 1944 року
Під час окупації було кілька спроб відновити незалежність. 22 червня 1941 р. Литовці скинули радянську владу — за два дні до прибуття вермахту до Каунаса, де німці дозволили Тимчасовому уряду діяти більше місяця. Латвійська Центральна рада була створена як підпільна організація в 1943 р., але була знищена гестапо в 1945 р. В Естонії в 1941 р. Юрі Улуотс запропонував відновити незалежність; пізніше, до 1944 року, він став ключовою фігурою в секретному Національному комітеті. У вересні 1944 року Улуотс ненадовго став виконувачем обов'язків президента незалежної Естонії. На відміну від французів та поляків, країни Балтії не мали урядів у вигнанні, розташованих на Заході. Отже, Велика Британія та США не мали жодного інтересу до балтійських справ, тоді як війна проти Німеччини залишалася невирішеною. Відкриття Катинської різанини в 1943 р. та бездушна поведінка щодо Варшавського повстання в 1944 р. кинули тінь на стосунки; тим не менше, усі троє переможців усе ще виявляли солідарність на Ялтинській конференції в 1945 році.

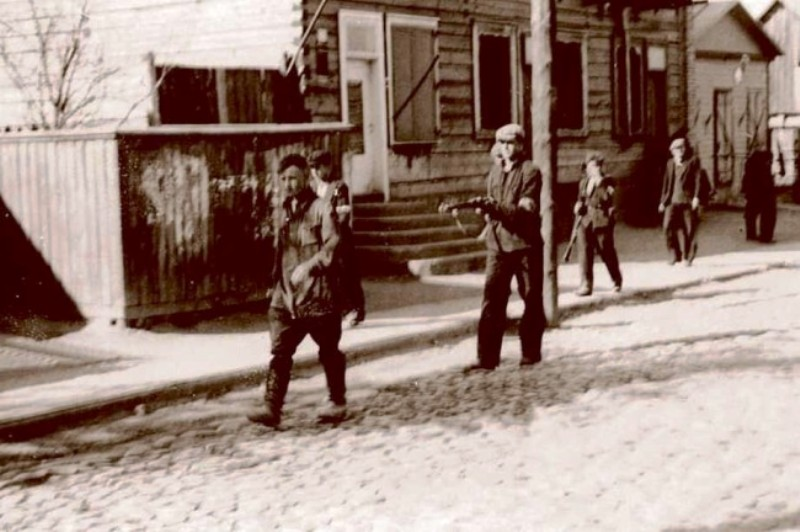
Литовські повстанці керують заарештованим комісаром Червоної армії в Каунасі

До 1 березня 1944 року облога Ленінграда закінчилась, і радянські війська знаходились на кордоні з Естонією. 14 вересня Ради розпочали Балтійський наступ, подвійну військово-політичну операцію з розгрому німецьких військ. 16 вересня Верховне командування німецької армії видало план, згідно з яким естонські війська забезпечуватимуть виведення німців. Незабаром Ради досягли столиці Естонії Таллінна, де першою місією НКВС було затримати тих, хто втікав; однак багатьом біженцям вдалося втекти на Захід. Також НКВС був націлений на членів Національного комітету Естонської Республіки. Німецькі та латвійські війська залишалися в пастці Курляндії до кінця війни, капітулюючи 10 травня 1945 року.

## Друга радянська окупація (1944—1991)

### Опір та депортації

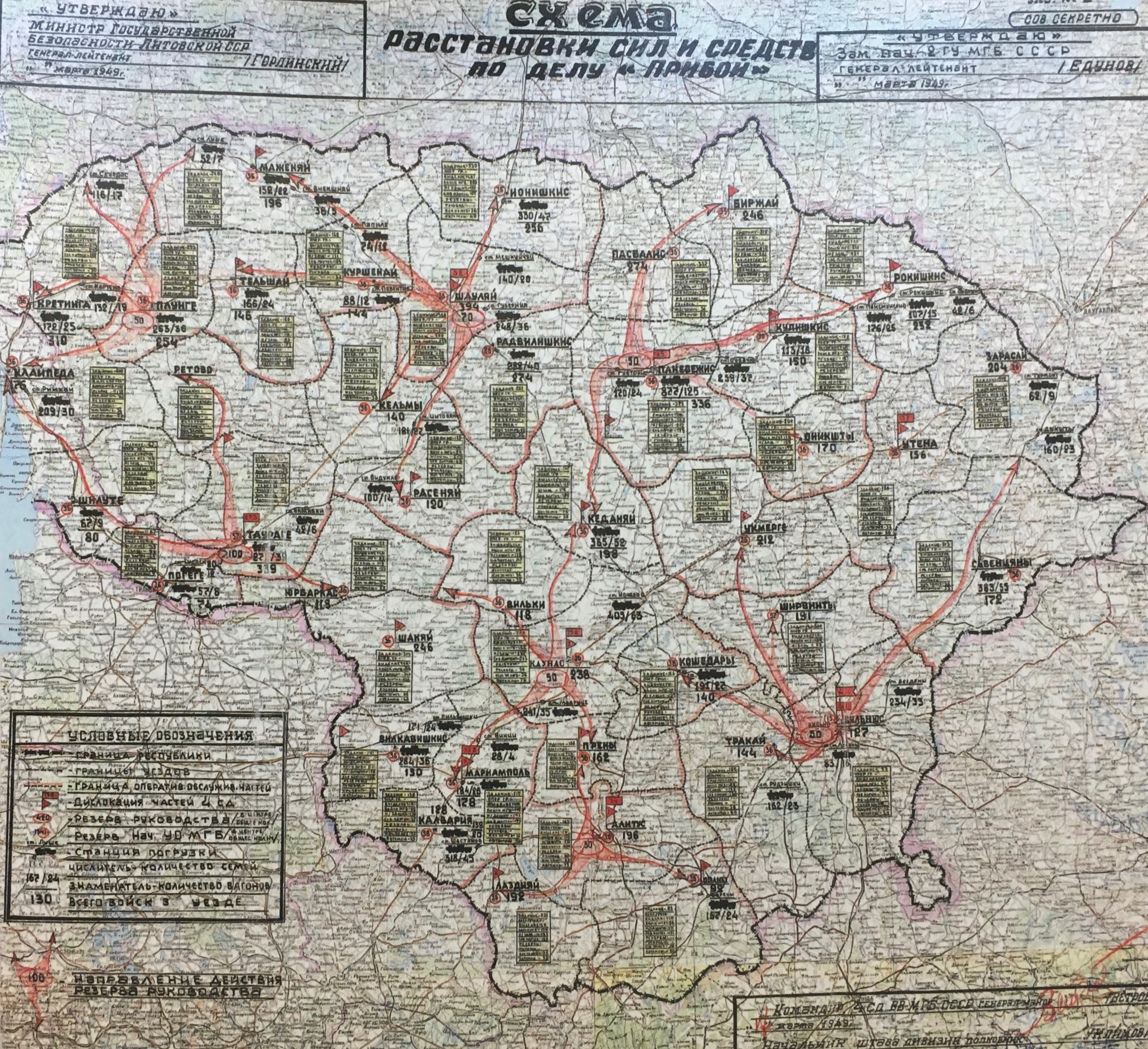
План депортації цивільного населення в Литві під час Операція «Прибій», створеної радянським МДБ.

Після повторної окупації балтійських держав Ради реалізували програму радянізації, яка була досягнута за допомогою широкомасштабної індустріалізації, а не відвертими нападами на культуру, релігію чи свободу вираження поглядів. Ради проводили масові депортації, щоб усунути будь-який опір колективізації чи підтримку партизан. Прибалтійські партизани, такі як Лісові брати, продовжували чинити опір радянській владі шляхом збройної боротьби протягом ряду років.
Радянці й раніше проводили масові депортації в 1940—1941 рр., але депортації між 1944 та 1952 рр. були ще більшими. Лише в березні 1949 року радянська влада організувала масову депортацію 90 000 громадян Балтії.
Загальна кількість депортованих у 1944–55 роках оцінюється у понад півмільйона: 124 000 в Естонії, 136 000 у Латвії та 245 000 у Литві.
За оцінками, кількість загиблих серед депортованих литовців між 1945 і 1958 роками становила 20 000, у тому числі 5000 дітей.
Депортованим було дозволено повернутися після таємної промови Микити Хрущова в 1956 р., де було засуджено надмірности сталінізму, проте багато хто не пережив років заслання до Сибіру. Після війни Ради окреслили нові кордони для прибалтійських республік. Литва отримала райони Вільнюса та Клайпеди, тоді як Російська РФСР приєднала територію східних частин Естонії (5 % довоєнної території) та Латвії (2 %).

### Індустріалізація та імміграція
Ради здійснили великі капітальні вкладення в енергетичні ресурси та виробництво промислової та сільськогосподарської продукції. Метою було інтегрування балтійських економік у більшу радянську економічну сферу. У всіх трьох республіках була розвинена обробна промисловість, внаслідок чого утворились одні з найкращих промислових комплексів у галузі електроніки та текстильного виробництва. Сільська економіка страждала від браку інвестицій та колективізації. Міські райони Балтії були пошкоджені під час війни, і для відновлення втрат житла знадобилося десять років. Нові споруди часто були неякісними, і житло отримували переважно етнічні російські іммігранти. Естонія та Латвія отримали масштабну імміграцію промислових робітників з інших частин Радянського Союзу, що кардинально змінило демографічні показники. Литва також отримала імміграцію, але в менших масштабах.

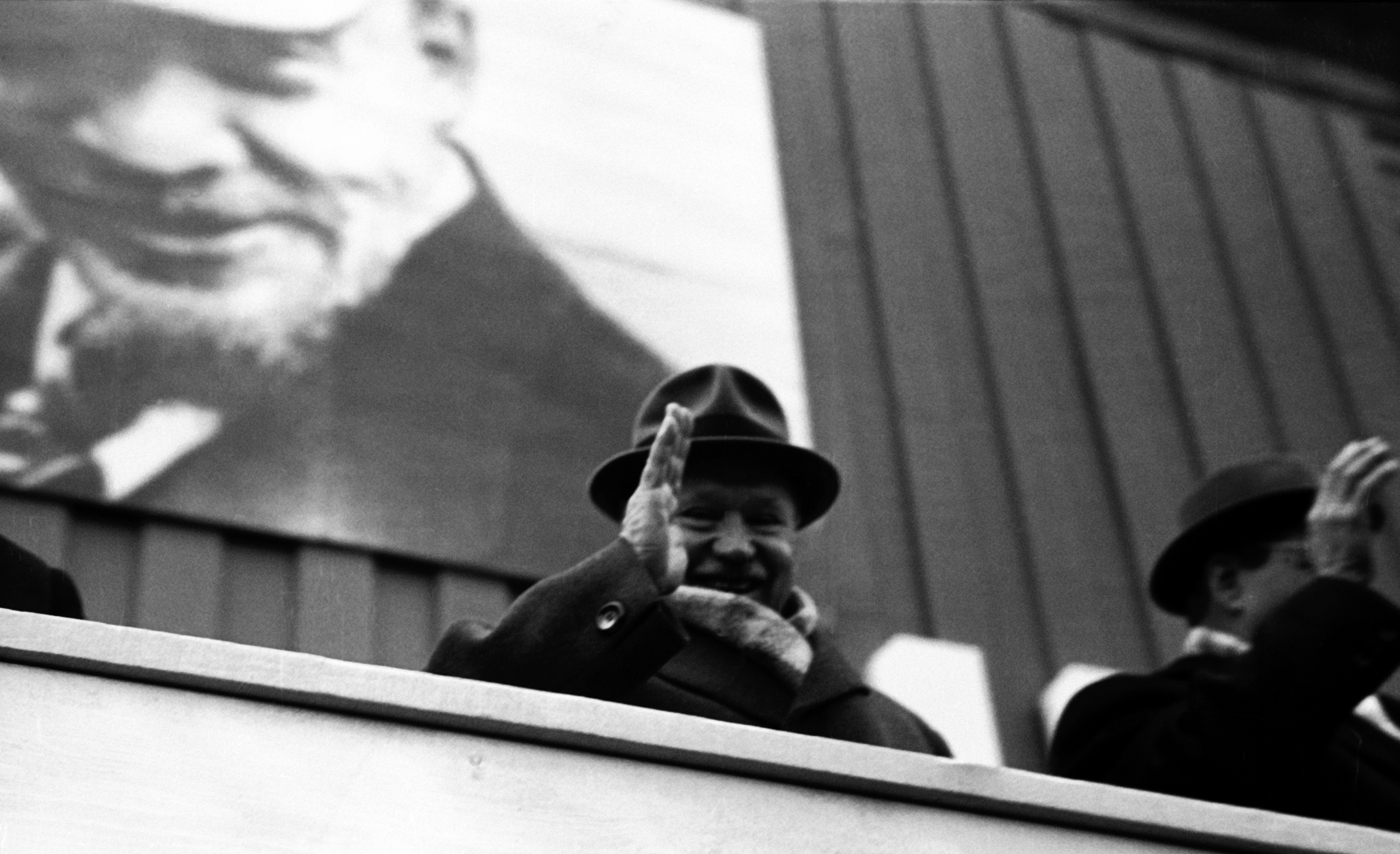
Антанас Снєчкус, лідер Комуністичної партії Литви з 1940 по 1974 рік

До війни етнічні естонці складали 88 відсотків, але в 1970 році цей показник впав до 60 відсотків. Етнічні латиші становили 75 відсотків, але в 1970 році цей показник знизився до 57 відсотків, а в 1989 році — до 50,7 відсотка. На відміну від Естонії та Латвії, у Литві падіння литовців становило лише 4 відсотки. Балтійські комуністи підтримували та брали участь у Жовтневій революції 1917 року в Росії. Однак багато з них загинули під час Великої чистки в 1930-х роках. Нові режими 1944 р. були встановлені переважно корінними комуністами, які воювали в Червоній Армії. Однак Ради також імпортували етнічних росіян на політичні, адміністративні та керівні посади.

### Відновлення незалежності

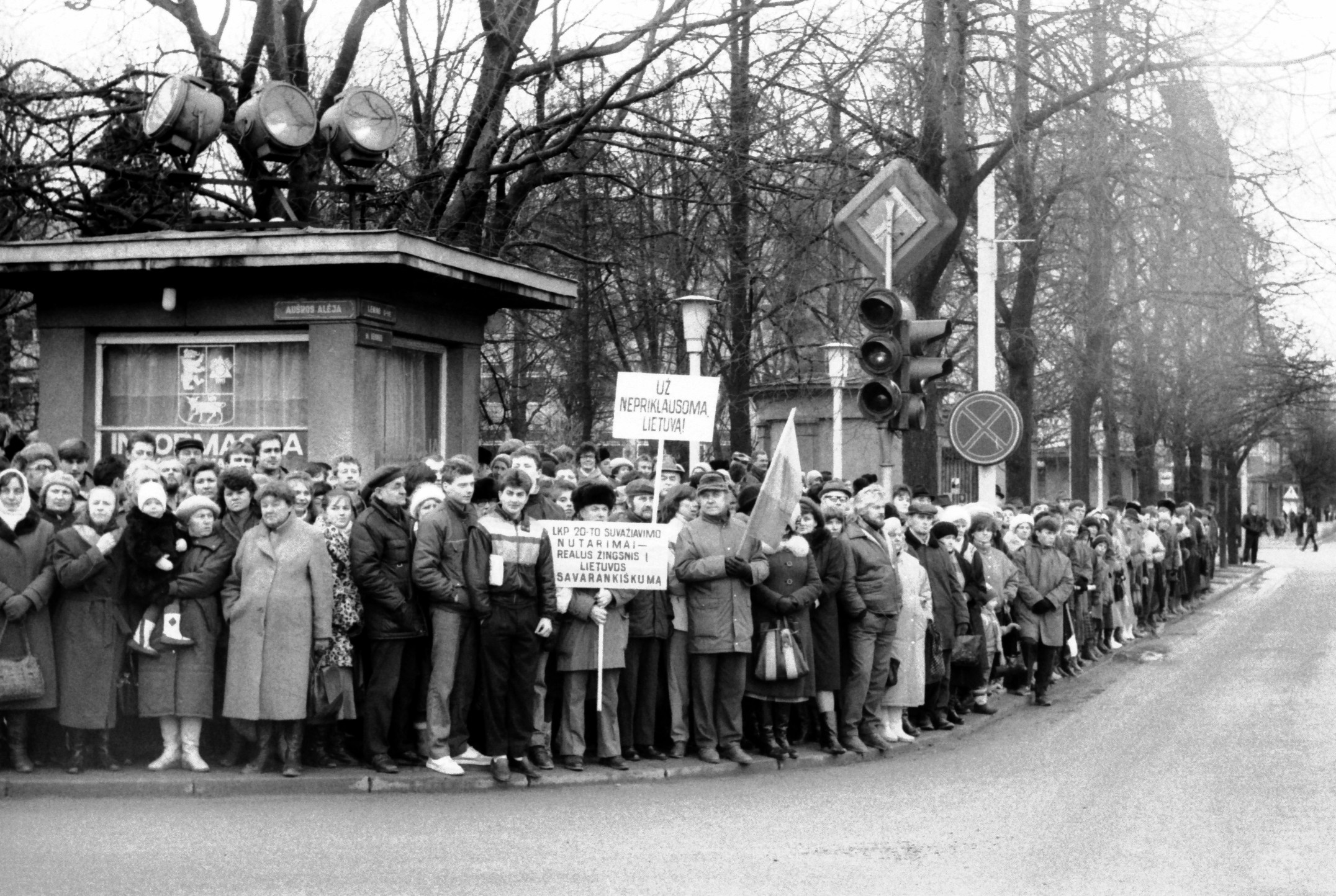
Литовці, які виступають за незалежність, демонстрація в Шяуляї, січень 1990 року.

Період застою приніс кризу радянської системи. Новий радянський лідер Михайло Горбачов прийшов до влади в 1985 році і відповів гласністю та перебудовою. Це була спроба реформувати радянську систему згори, щоб уникнути революції знизу. Реформи спричинили відродження націоналізму в балтійських республіках. Першими великими демонстраціями проти забруднення навколишнього середовища були в Ризі в листопаді 1986 року та наступної весни в Таллінні. Невеликі успішні акції протесту заохочували ключових осіб, і до кінця 1988 р.реформаторське крило зайняло вирішальні позиції в прибалтійських республіках. У той же час коаліції реформістів та популістських сил об'єдналися в Народні фронти. Верховна Рада Естонської Радянської Соціалістичної Республіки знову зробила естонську мову державною мовою в січні 1989 р., і незабаром подібні закони були прийняті в Латвії та Литві. Республіки Балтії заявили про свою мету щодо суверенітету: Естонія в листопаді 1988 р., Литва у травні 1989 р. та Латвія в липні 1989 р. Акція Балтійський шлях, що відбулася 23 серпня 1989 р., стала найбільшим проявом протидії радянській владі. У грудні 1989 р. З'їзд народних депутатів Радянського Союзу засудив пакт Молотова — Ріббентропа та його секретний протокол як «юридично неспроможний та недійсний.»
11 березня 1990 р. Верховна Рада Литви проголосила незалежність Литви. Кандидати, які підтримували незалежність, отримали переважну більшість на виборах до Верховної Ради, що відбулися на початку цього року. 30 березня 1990 р. Верховна Рада Естонії оголосила Радянський Союз окупаційною державою та оголосила про початок перехідного періоду до незалежности. 4 травня 1990 р. Верховна Рада Латвії зробила подібну заяву. Радянський Союз негайно засудив усі три декларації як незаконні, сказавши, що вони повинні пройти процес відокремлення, зазначений у радянській Конституції 1977 року. Однак країни Балтії стверджували, що весь процес окупації порушує як міжнародне право, так і їх власне законодавство. Тому, стверджували вони, вони просто підтверджували незалежність, яка все ще існувала за міжнародним правом.

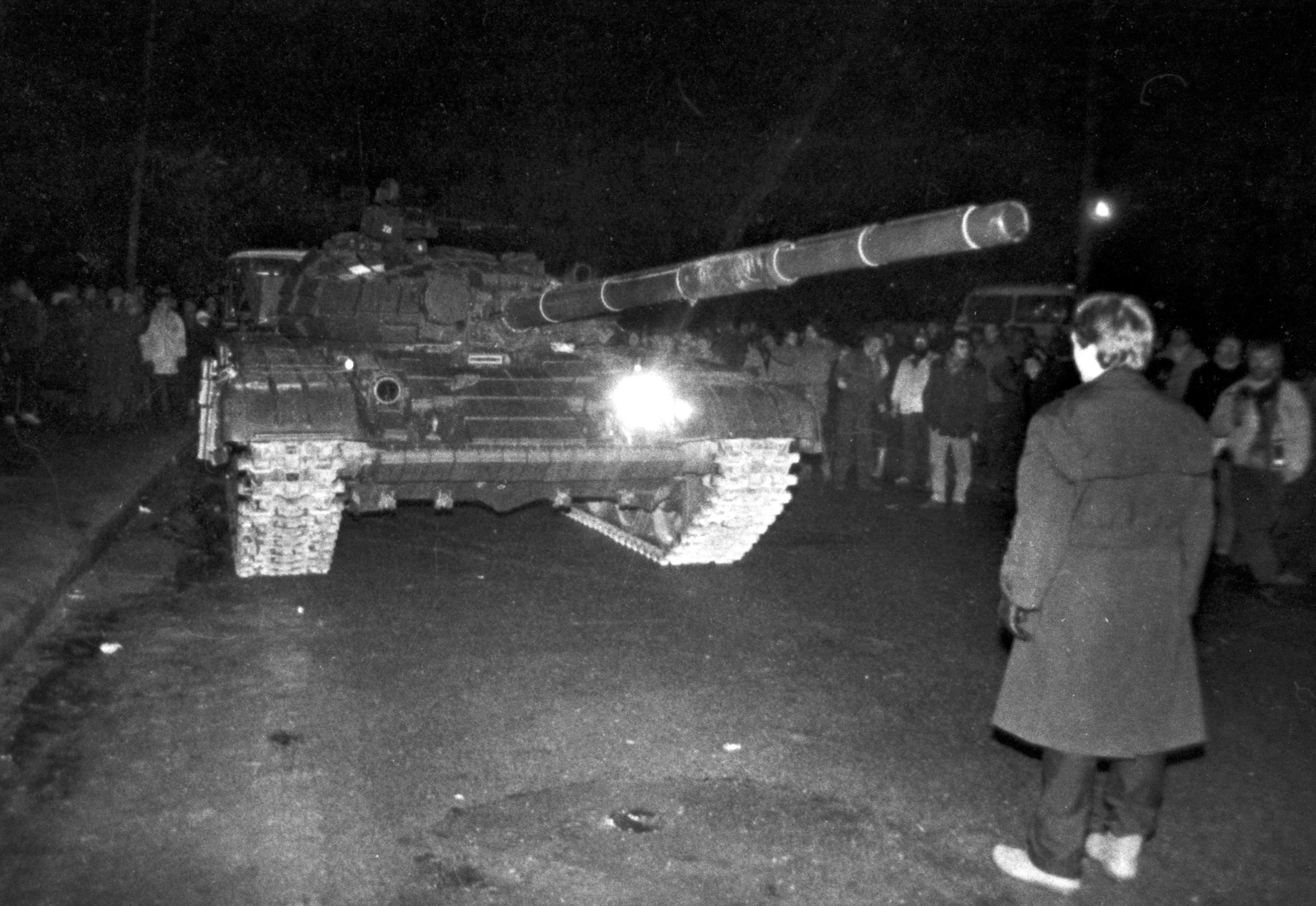
Беззбройний громадянин Литви, який стояв проти радянського танка під час Січневі події у Вільнюсі.

До середини червня керівництво СРСР розпочало переговори з прибалтійськими республіками. Воно мало більший виклик в інших місцях, зокрема Російська федеративна республіка проголосила суверенітет у червні. Одночасно прибалтійські республіки також почали переговори безпосередньо з Російською федеративною республікою. Після невдалих переговорів керівники СРСР зробили драматичну, але невдалу спробу вийти з глухого кута і кинули війська, від яких загинуло двадцять та поранено сотні мирних жителів у подіях протягом січня 1991 року, що стали відомими як «Вільнюська різанина» та «Барикади в Латвії». 19 серпня 1991 року жорсткі члени ЦК КПРС намагалися взяти під контроль Радянський Союз. Через день після державного перевороту 21 серпня естонці проголосили повну незалежність Естонії на підставі референдуму про незалежність 3 березня 1991 року. Аналогічний референдум у Латвії відбувся того ж місяця. Його схвалили 78,4 % виборців при явці 82,9 %. Незалежність була відновлена Верховною радою Естонії в ніч на 20 серпня. Того ж дня парламент Латвії прийняв подібну декларацію. Путч провалився, і крах Радянського Союзу став неминучим. Після краху перевороту, Радянський уряд 6 вересня 1991 р. визнав незалежність усіх трьох країн Балтії.

### Виведення російських військ та виведення з експлуатації радарів
Російська Федерація взяла на себе виведення окупаційних сил, що складалися з близько 150 000 колишніх радянських, надалі російських військ, дислокованих у країнах Балтії. У 1992 році там все ще було 120 000 російських військовослужбовців, а також велика кількість військових пенсіонерів, особливо в Естонії та Латвії.
У період переговорів Росія сподівалася зберегти такі об'єкти, як військово-морська база Лієпая, радіолокаційна станція «Скрунда» та станція космічного спостереження «Вентспілс» у Латвії та база підводних човнів «Палдіскі» в Естонії, а також транзитні права до Калінінграда через Литву.
Суперечка виникла, коли Росія погрожувала залишити свої війська там, де вони були. Шантаж з боку Москви з конкретним законодавством, що гарантує громадянські права етнічних росіян, розглядався як неочевидна загроза на Заході, в Генеральній Асамблеї ООН та лідерами Балтії, які розглядали це як російський імперіалізм.
З Литви Росія першою завершила виведення російських військ — 31 серпня 1993 року — частково завдяки Калінінградському питанню.
Подальші угоди про виведення військ з Латвії були підписані 30 квітня 1994 року, а з Естонії — 26 липня 1994 року. Продовження шантажу з боку Росії призвело до погрози Сенату США в середині липня припинити всю допомогу Росії, якщо війська не будуть виведені до кінця серпня. Остаточне виведення було завершене 31 серпня 1994 року. Частина російських військ залишалася дислокованою в Естонії в Палдіскі, поки російська військова база не була демонтована, а ядерні реактори не припинили свою діяльність 26 вересня 1995 р.. Росія експлуатувала радіолокаційну станцію «Скрунда-1» до виведення її з експлуатації 31 серпня 1998 року. Потім російський уряд повинен був демонтувати та зняти радіолокаційне обладнання; ця робота була завершена до жовтня 1999 року, коли територію було повернуто Латвії. Останній російський солдат залишив регіон того місяця, що означало символічне закінчення російської військової присутности на балтійській землі.

## Цивільні втрати

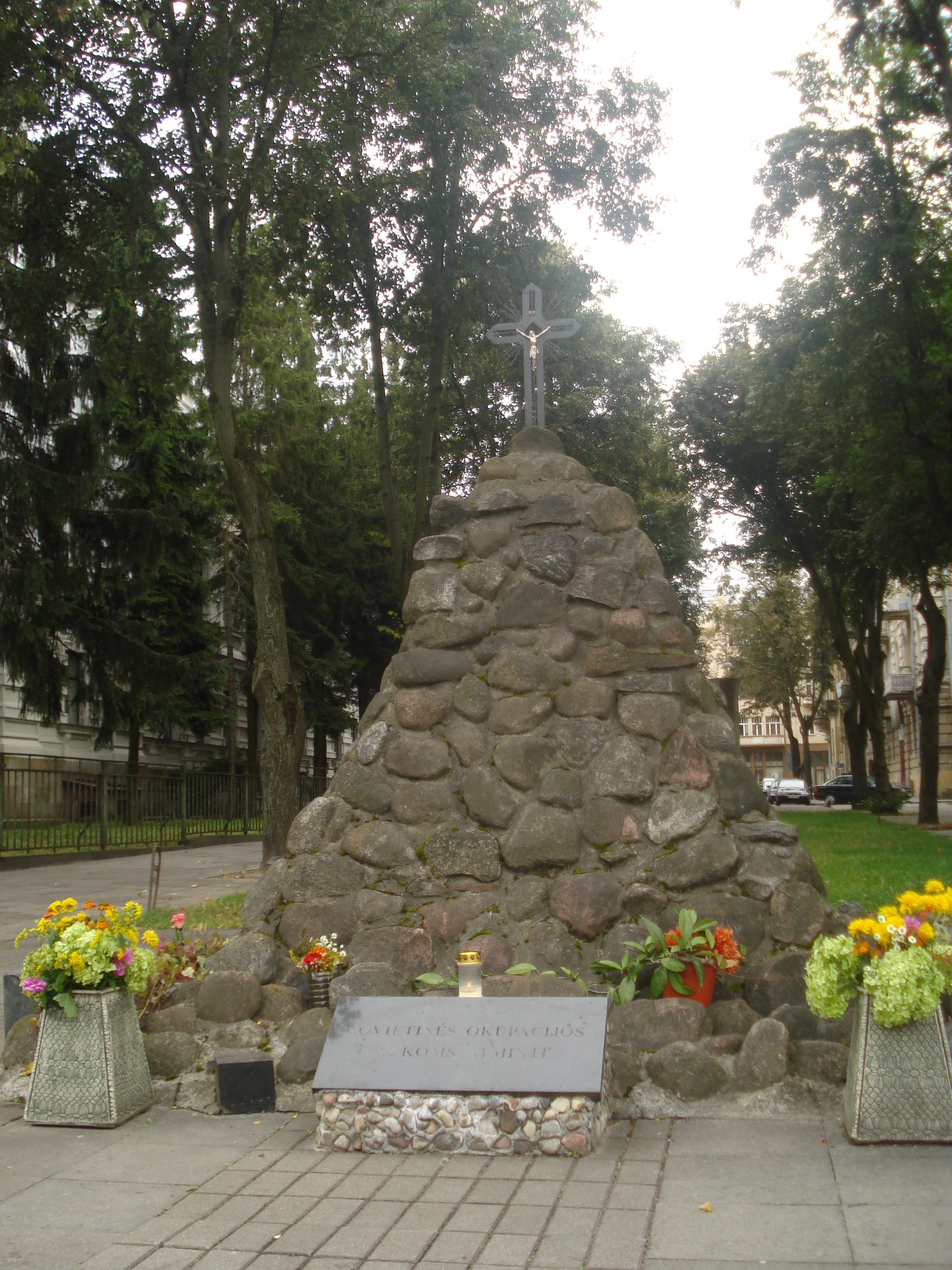
Пам'ятник литовським жертвам радянської окупації на проспекті Гедиміна у Вільнюсі.

Орієнтовні людські втрати нацистської та радянської окупацій представлені в таблиці нижче.
| Період / дія                                                                     | Естонія                             | Латвія                              | Литва                       |
| -------------------------------------------------------------------------------- | ----------------------------------- | ----------------------------------- | --------------------------- |
| Населення                                                                        | 1,126,413 (1934)                    | 1,905,000 (1935)                    | 2,575,400 (1938)            |
| Перша радянська окупація                                                         |                                     |                                     |                             |
| Червень 1941 р. масова депортація                                                | 9,267 (2,409 страчено)              | 15,424 (9,400 померло в дорозі)     | 17,500                      |
| Жертви репресій (арешт, тортури, політичні процеси, ув'язнення або інші санкції) | 8000                                | 21,000                              | 12,900                      |
| Позасудові розстріли                                                             | 2,000                               | Невідомо                            | 3,000                       |
| Нацистська окупація                                                              |                                     |                                     |                             |
| Масові вбивства місцевих меншин                                                  | 992 євреїв 300 ромів                | 70,000 євреїв 1,900 ромів           | 196,000 євреїв ~4,000 ромів |
| Вбивство євреїв ззовні                                                           | 8,000                               | 20,000                              | Not known                   |
| Вбивство інших мирних жителів                                                    | 7,000                               | 16,300                              | 45,000                      |
| Примусова праця                                                                  | 3,000                               | 16,800                              | 36,500                      |
| Друга радянська окупація                                                         |                                     |                                     |                             |
| Масові депортації 1948-49                                                        | 1949: 20,702 3,000 померло в дорозі | 1949: 42,231 8,000 померло в дорозі | 1948: 41,000 1949: 32,735   |
| Інші депортації між 1945 і 1956 роками                                           | 650                                 | 1,700                               | 59,200                      |
| Арешти та політичне ув'язнення                                                   | 30,000 11,000 загинуло              | 32,000                              | 186,000                     |
| Післявоєнні партизани вбиті або ув'язнені                                        | 8,468 4,000 вбито                   | 8,000 3,000 вбито                   | 21,500                      |

## Наслідки

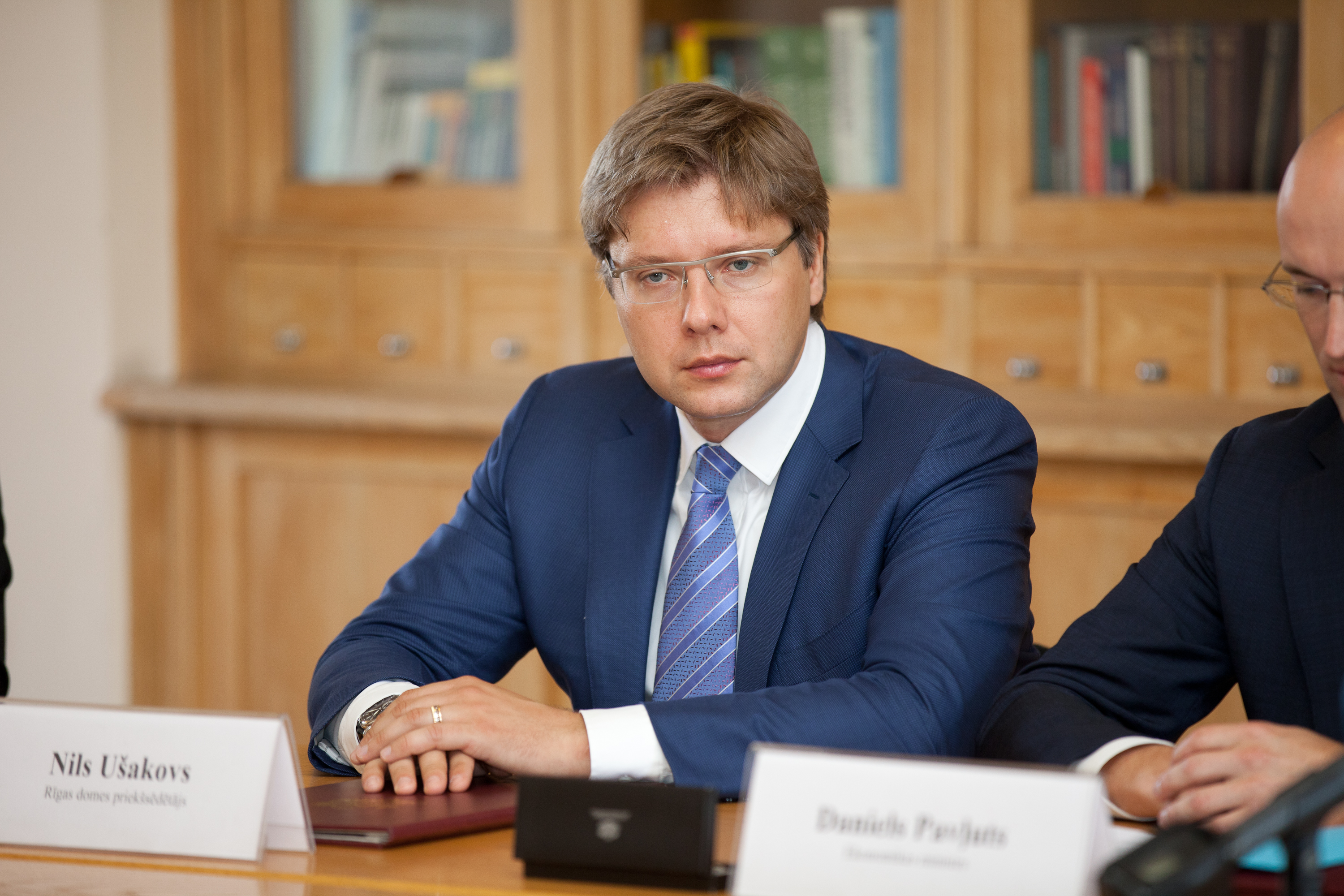
Нілс Ушаковс, перший російський мер Риги в незалежній Латвії

У роки після відновлення незалежности Балтії напруженість між корінними балтами та російськомовними поселенцями в Естонії та Латвії зберігалася. Хоча вимоги до отримання громадянства в країнах Балтії є відносно ліберальними, деякі експерти відзначають відсутність переваги прав російськомовних осіб та осіб без громадянства в країнах Балтії, тоді як усі міжнародні організації погоджуються, що відсутні жодні форми систематичної дискримінації щодо російськомовного та часто без громадянства населення.
У 1993 р. Естонія зустрілася з проблемами щодо успішної інтеграції деяких постійних мешканців на момент здобуття Естонією незалежности. Згідно з доповіддю Спеціального доповідача з питань расизму за 2008 рік Раді ООН з прав людини, представники російськомовних спільнот в Естонії бачили, що найважливішою формою дискримінації в Естонії є не етнічна, а мовна (пункт 56). Доповідач висловив декілька рекомендацій, включаючи зміцнення канцлера юстиції, сприяння наданню громадянства особам невизначеної національности та введення в дискусію мовної політики з метою розробки стратегій, що краще відображають багатомовний характер суспільства (пункти 89–92). Естонія зазнала критики з боку Комітету ООН з питань ліквідації расової дискримінації, наголошуючи на естонській мові в державній стратегії інтеграції; використання карального підходу для просування естонської мови; обмеження використання мови меншин у державних службах; низький рівень представництва меншин у політичному житті; стабільно велика кількість осіб з невизначеним громадянством тощо.
За словами ізраїльського автора Яеля Ронена з Центру прав людини імені Мінерви Єврейського університету в Єрусалимі, нелегальні режими, як правило, вживають заходів для зміни демографічної структури території, що утримується режимом, як правило, двома методами: примусовим усуненням місцевого населення та переселенням власного населення на чужу територію. Він наводить випадок з країнами Балтії як приклад того, де це явище відбулося: депортації 1949 року в поєднанні з великими хвилями імміграції в 1945-50 та 1961–70. Коли нелегальний режим перейшов до законного режиму в 1991 році, статус цих поселенців став проблемою.
Автор Алайде Нейлор зазначає, що спадщина радянської модерністської архітектури в регіоні триває, і багато знакових балтійських споруд занепадають або повністю руйнуються. Про їхнє майбутнє тривають дискусії.

## Державна спадкоємність країн Балтії
Більшість країн Західної Європи прийняли балтійські вимоги про наступність з довоєнними республіками. Як наслідок політики невизнання радянського захоплення цих країн у поєднанні з опором балтійських народів радянському режиму, безперебійним функціонуванням елементарних державних органів в еміграції в поєднанні з основним правовим принципом ex injuria jus non oritur, що жодна юридична вигода не може бути отримана від незаконного акту, захоплення балтійських держав було визнано незаконним, отже суверенний титул ніколи не передавався Радянському Союзу, а країни Балтії продовжували існувати як суб'єкти міжнародного права.
Офіційна позиція Росії, яка монополізувала себе в 1991 році правовим і прямим правонаступником СРСР, полягає в тому, що Естонія, Латвія та Литва нібито вільно приєдналися до СРСР у 1940 році, і, з розпадом СРСР, ці країни стали новоствореними суб'єктами в 1991 році. Позиція Росії базується на прагненні уникнути фінансової відповідальности з усвідомлення, що визнання радянської окупації створить основу для майбутніх вимог компенсації для країн Балтії.

## Радянська та російська історіографія
Радянські історики розглядали включення 1940 року як добровільний вступ балтів до СРСР. Радянська історіографія успадкувала російську концепцію, яка ввела відлік історії з часів Київської Русі та була започаткована Російською імперією. Вона пропагувала інтереси Росії та СРСР у Балтійському регіоні, і відображала переконання більшості росіян у тому, що вони мають моральні та історичні права контролювати та росіянізувати всю колишню імперію. Для радянських істориків анексія 1940 року була не лише добровільним входом, але й природною справою. Ця концепція навчала, що військова безпека Росії мала бути закріплена і що ніщо не могло протистояти цьому.

### Радянські джерела
До перебудови Радянський Союз заперечував існування секретних протоколів і розглядав події 1939-40 років таким чином: уряд Радянського Союзу пропонував урядам країн Балтії укладати договори про взаємодопомогу між країнами. Тиск з боку трудящих змусив уряди країн Балтії прийняти цю пропозицію. Тоді були підписані Пакти про взаємодопомогу, що дозволило СРСР розмістити обмежену кількість підрозділів Червоної Армії в країнах Балтії. Економічні труднощі та незадоволення населення політикою урядів Балтії, яка саботувала виконання Пакту, та політична орієнтація урядів країн Балтії на Німеччину призвели до революційної ситуації в червні 1940 р. Для гарантування виконання Пакту в Прибалтійські країни вступили додаткові військові частини, яких вітали робітники і вимагали відставки урядів Балтії. У червні під керівництвом комуністичних партій були проведені політичні демонстрації робітників. Фашистські уряди було повалено, а уряди робітників сформовано. У липні 1940 року відбулись вибори до парламентів Балтії. Більшість голосів отримали «Спілки трудящих людей», створені з ініціативи комуністичних партій. Парламенти прийняли декларації про відновлення радянської влади в країнах Балтії та проголосили Радянські Соціалістичні Республіки. Були прийняті декларації про бажання Естонії, Латвії та Литви вступити до СРСР, і Верховна Рада СРСР подала відповідну петицію. Прохання були схвалені Верховною Радою СРСР. Опублікована у 1948 р. під редакцією Сталіна стаття «Фальсифікатори історії» говорить про необхідність вторгнення у червні 1940 р. Про те, що «були укладені акти з країнами Балтії, але радянських військ, здатних утримувати оборону, там ще не було» . Щодо тих вторгнень він також зазначає, що «[лише] вороги демократії або люди, які втратили розум, можуть описати ці дії радянського уряду як агресію».
Після переоцінки радянської історії під час перебудови СРСР засудив таємний протокол 1939 року між Німеччиною та самою собою, що призвів до вторгнення та окупації.

### Російська історіографія в пострадянські часи
За радянських часів історія країн Балтії, які, як правило, трактувались як єдине ціле через однаковість радянської політики на цих територіях, мала відносний інтерес. Після падіння Радянського Союзу в російській історіографії склалися два загальні табори. Перший, ліберально-демократичний, засуджує дії Сталіна та пакт Молотова-Ріббентропа і не визнає країни Балтії добровільно приєднаними до СРСР. Інший, національно-патріотичний, стверджує, що пакт Молотова-Ріббентропа був необхідним для безпеки Радянського Союзу, що вступ Балтії до СРСР був волею пролетаріату — і те, й інше відповідало політиці радянського періоду, «необхідність забезпечення безпеки СРСР», «народна революція» та «добровільне приєднання», і «що прихильниками балтійської незалежности були оперативні працівники західних спецслужб, які прагнули зруйнувати СРСР».
Радянсько-російський історик Вільніс Сіпольс стверджує, що ультиматуми Сталіна 1940 року були захисними заходами, вжитими через німецьку загрозу, і не мали жодного зв'язку з «соціалістичними революціями» в країнах Балтії.
Аргументи того, що СРСР мав приєднати країни Балтії для захисту безпеки цих країн та уникнення вторгнення Німеччини в три республіки, можна знайти в підручнику коледжу «Сучасна історія Вітчизни».
Сергій Черніченко, юрист і віце-президент Російської асоціації міжнародного права, стверджує, що в 1940 році між країнами Балтії та Радянським Союзом не було оголошено воєнного стану, а також те, що радянські війська окупували країни Балтії за їх згодою — і порушення СРСР попередніх договірних положень не є окупацією. Подальша анексія не була актом агресії і не примусовою, і була повністю законною відповідно до міжнародного права станом на 1940 р. Звинувачення у «депортації» громадян Балтії Радянським Союзом є безпідставними, оскільки особи не можуть бути депортовані в межах своєї країни. Він характеризує «Ваффен-СС» як засуджену в Нюрнберзі злочинну організацію та вшанування їх у «відверто заохочуваних пронацистських» у Прибалтиці як героїв, що прагнуть звільнити Прибалтику (від Рад), акт «націоналістичної сліпоти» (націоналістичне осліплення). Що стосується поточної ситуації в Прибалтиці, Черніченко стверджує, що «теорія окупації» є офіційною тезою, яка використовується для виправдання «дискримінації російськомовних жителів» в Естонії та Латвії, і пророкує, що три балтійські уряди зазнають невдачі у своїй «спробі переписати історію».
На думку історика-ревізіоніста Олега Платонова, «з точки зору національних інтересів Росії, об'єднання було історично справедливим, оскільки воно повернулося до складу держави давньоруських земель, хоча і частково заселеним іншими народами». Пакт Молотова-Ріббентропа та протоколи, включаючи розчленування Польщі, лише виправили відрив від Росії її історичних територій шляхом «антиросійської революції» та «іноземного втручання»."
З іншого боку, професор і декан Школи міжнародних відносин і проректор Санкт-Петербурзького державного університету Костянтин К. Худолей розглядає включення балтійських держав у 1940 році як не добровільне; він вважає, що вибори не були вільними та чесними та рішення новообраних парламентів про приєднання до Радянського Союзу не можна вважати законними, оскільки ці рішення не були схвалені верхніми палатами парламентів відповідних країн Балтії. Він також стверджує, що приєднання балтійських держав не мало жодної військової цінности для захисту можливої агресії Німеччини, оскільки воно підкріпило антирадянську громадську думку у майбутніх союзниках — Великої Британії та США, налаштувало корінне населення проти Радянського Союзу та подальшого партизанського руху в країнах Балтії після Другої світової війни спричинило внутрішні проблеми для Радянського Союзу.

### Позиція Російської Федерації
З настанням перебудови та переоцінкою радянської історії Верховна Рада СРСР у 1989 р. засудила секретний протокол 1939 р. між Німеччиною та Радянським Союзом, що призвів до поділу Східної Європи та вторгнення й окупації трьох країн Балтії .
Хоча ця акція не констатувала, що радянська присутність у Прибалтиці є окупацією, Російська Радянська Федеративна Соціалістична Республіка та Литовська Республіка підтвердили це в наступній угоді при розпаді Радянського Союзу. Росія, в преамбулі свого 29 липня 1991 року «Договору між Російською Радянською Федеративною Соціалістичною Республікою та Литовською Республікою про основи відносин між державами», заявила, що як тільки СРСР ліквідував наслідки анексії 1940 року, яка порушила Суверенітет Литви, відносини Росії та Литви ще більше покращаться.
Однак нинішня офіційна позиція Росії прямо суперечить її попередньому зближенню з Литвою, а також підписанню членства в Раді Європи, де вона погодилася на зобов'язання, включаючи «IV. Щодо компенсації особам, депортованим з окупованих балтійських держав та нащадкам депортованих, як зазначено у Висновку № 193 (1996), пункт 7.XII, якомога швидше врегулювати ці питання….» Російський уряд та державні чиновники стверджують, що анексія радянських країн Балтії була законною і що Радянський Союз звільнив країни від нацистів. Вони стверджують, що радянські війська спочатку вступили до країн Балтії в 1940 році після домовленостей та згоди урядів Балтії. Їх позиція полягає в тому, що СРСР не перебував у воєнному стані та не брав участі у бойовій діяльности на територіях трьох балтійських держав, отже, слово «окупація» вживати не можна. "Твердження про «окупацію» Радянським Союзом та пов'язані з ними вимоги ігнорують усі юридичні, історичні та політичні реалії, а тому є абсолютно безпідставними". — Міністерство закордонних справ Росії.
Цю особливу російську точку зору Девід Менделлов, доцент кафедри міжнародних відносин, називає «Мітом 1939-40», який стверджує, що твердження про те, що Радянський Союз ні «окупував» країни Балтії в 1939 році, ні «анексував» їх наступного року, є широко поширеним, утримується і глибоко вкладається в російську історичну свідомість.

## Договори, що стосуються відносин СРСР і Балтії
Після проголошення незалежности прибалтійських країн після підписання перемир'я наприкінці 1918 р. більшовицька Росія вторглася. У своєму випуску від 25 грудня 1918 р. «Известия» сказали: «Естонія, Латвія та Литва прямують по дорозі з Росії до Західної Європи, і тому перешкоджають нашим революціям… Цю роздільну стіну потрібно зруйнувати». Однак більшовицька Росія не отримала контролю над країнами Балтії і в 1920 році уклала мирні договори з усіма трьома. Згодом за ініціативи Радянського Союзу були укладені додаткові договори про ненапад з усіма трьома країнами Балтії:
- Мирні договори
- Договори про ненапад
- Пакт Келлога-Бріана та Пакт Литвинова
- Конвенція про визначення агресії
- Пакти про взаємодопомогу
- Договори, які СРСР підписав між 1940 і 1945 роками